# Pan (1980–1992)
Pan. Zeitschrift für Kunst und Kultur war eine Zeitschrift, die von 1980 bis 1992 in München erschien.

## Geschichte
Die Zeitschrift wurde von Franz Burda herausgegeben und hatte eine Startauflage von 300.000 Exemplaren. Der Titel bezog sich auf die gleichnamigen wichtigen Kunstzeitschriften zwischen 1895 und 1915. 
1988 wurde die traditionsreiche Zeitschrift Die Kunst (vorher Die Kunst und das schöne Heim) mit aufgenommen.
1992 wurde die Zeitschrift Pan eingestellt. Nachfolgerin wurde Ambiente. Die Kunst zu leben.